# Томский троллейбус
То́мский тролле́йбус — система троллейбусного движения в Томске. Была открыта 5 ноября 1967 года. В настоящее время в городе имеется 7 действующих маршрутов на которых по состоянию на ноябрь 2023 года эксплуатируется 96 троллейбусов.
Эксплуатирует троллейбус Томское городское унитарное муниципальное предприятие «Трамвайно-троллейбусное управление».

Информационная карта-схема маршрутов троллейбуса в городе Томске в 2016 году. Сейчас не работает маршрут № 4, 8; также на карте не обозначен маршрут №6а, который работает ныне

## История
Проектное задание первой троллейбусной линии было разработано в 1960 году. Оно предусматривало монтаж контактной сети по проспекту Ленина от Лагерного сада до Пермской улицы (ныне улица 5-й Армии) — длина 7,95 км по центральной оси и по проспекту Фрунзе от проспекта Ленина до троллейбусного депо — длина 3.8 км. Монтаж контактной сети начался в мае 1967 года. В октябре на испытание трассы и обкатку троллейбусов прибыли водители из Новосибирска и Красноярска. 5 ноября 1967 года был открыт маршрут № 1: Лагерный сад — площадь Ленина. После полного завершения работ I очереди, 27 декабря 1967 года введён в эксплуатацию маршрут № 2: Троллейбусное депо — Черемошники.
Проектом II очереди предусматривалось строительство по переулку 1905 года, Кузнечному взвозу, Соляной площади, улице Пушкина и Иркутскому тракту — 10,5 км. Работы велись в 1968—1969 годах. Путепровод через железнодорожные пути, соединяющий улицу Пушкина и Иркутский тракт, был построен всего за 4 месяца. 2 ноября 1968 года маршрут № 1 был продлён до остановки «Черёмушки». В следующем году маршрут № 1 был продлён до Приборного завода.
Трасса III очереди была проложена в 1969 году от проспекта Ленина по проспекту Кирова до его пересечения с Красноармейской улицы и далее по Красноармейской улице до Южной площади — длина 2,75 км. 29 августа 1969 года был открыт маршрут № 3: Южная площадь — площадь Ленина.
Работы IV очереди проводились в 1970 году, трасса длиной 1,8 км была проложена по проспекту Кирова от Красноармейской улицы до вокзала «Томск-1». 26 октября 1970 года был открыт маршрут № 4: Томск-1 — площадь Ленина.
V очередь строительства предусматривала монтаж контактной сети на двух участках: от Иркутского тракта по улицам 1-й Рабочей, Рабочей, Новосибирской, Сергея Лазо до ДК «Авангард» — длина 3,6 км и по улице Бела Куна от ДК «Авангард» до Иркутского тракта — длина 1,2 км. Из-за большого объёма работ в 1971 году два участка трассы ещё не были заасфальтированы. Тем не менее 4 декабря началась её обкатка, а 1 января 1972 года маршрут № 3 был продлён до ДК «Авангард». Окончательно он был введён в эксплуатацию после завершения работ на трассе в ноябре 1972 года. В 1972 году был завершён монтаж контактной сети по улице Бела Куна и на несколько лет маршрут № 3 был продлён до её пересечения с Иркутским трактом. Позже он вновь был укорочен до ДК «Авангард». С 1 сентября 1981 года по этому участку начал работу маршрут № 5: Восточная (Приборный завод) — ДК «Авангард». После прекращения дотирования приборным заводом маршрут № 5 законсервирован с 16 мая 1992 года.
Проектом VI очереди предусматривалась постройка двух участков: от проспекта Ленина по Дальне-Ключевской улице, проспекту Мира, улице 79-й гвардейской дивизии до кольца на улице Говорова — длина 3,0 км и по проспекту Мира от улицы 79-й гвардейской дивизии до пересечения с улицей Смирнова. В 1976-77 годах был построен только первый участок. Движение по новой трассе было открыто в ноябре 1977 года, по ней от площади Ленина был продлён маршрут № 4, связавший микрорайон Каштак с вокзалом «Томск-1».
В 1993 году была смонтирована линия по Комсомольскому проспекту от проспекта Фрунзе до проспекта Кирова. 12 октября 1993 года был открыт маршрут № 7: Вокзал Томск-1 — площадь Ленина, а 7 декабря того же года он был продлён до Приборного завода.
30 апреля 1994 года был открыт маршрут № 6: площадь Ленина — АРЗ. Для этого была смонтирована контактная сеть на проспекту Мира от улицы 79-й Гвардейской дивизии до улицы Смирнова. С 26 октября 1994 года маршрут приобрёл свой современный вид: Троллейбусное депо — АРЗ.
В 1986 году произведен монтаж контактной сети по улице Ивана Черных до областной клинической больницы, с 10 июня 1987 года сюда продлён маршрут № 3.
9 декабря 1997 года был открыт маршрут № 8: Южная площадь — АРЗ.
В 2009 году был произведён монтаж контактной сети на оставшемся участке Комсомольского проспекта от улицы Пушкина до проспекта Фрунзе. По новому участку с 12 октября того же года пошли машины обновлённого маршрута № 7, который до этого в течение трёх лет почти не работал из-за износа техники и отбора потенциальных пассажиров маршрутками.
В 2010 году была смонтирована контактная сеть по улице 79-й Гвардейской дивизии на участке от кольца на пересечении с улицей Говорова до улицы Пушкина с возможностью выхода на Комсомольский проспект. С 30 сентября по этому участку стал ходить видоизмененный маршрут № 4, который был закольцован. Встречный маршрут получил № 5. Еще через неделю маршруты получили дополнительные ответвления в сторону АРЗа.
Кардинальное видоизменение маршрута № 4 привело к серьёзным неудобствам для пассажиров Каштака-1 (Постоянных пассажиров прежней версии маршрута). Посадка для поездки в центр с остановок «Говорова» и «79-й Гвардейской Дивизии», приходилось спускаться на проспект Мира. С 1 декабря 2010 года по многочисленным просьбам жителей микрорайона «Каштак-1» маршрут № 8 изменил конечную и стал ходить до остановки улица Говорова.
С конца мая 2011 года в связи со строительством развязки в районе 4-й поликлиники, в частности с перекрытием улицы 79-й Гвардейской дивизии в районе её пересечения с Вокзальной улицей, маршруты № 4 и 8 приведены к схемам, действовавшим до октября 2010 года, маршрут № 5 временно отменён.
С 15 апреля 2012 года в связи с реконструкцией путепровода, маршруты № 3 и 7 временно отменены, маршрут № 1 стал ходить до Черемошников.
С 8 октября 2012 года организовано движение троллейбуса № 5 по маршруту Томск-1 — Комсомольский проспект — улица Говорова — АРЗ. Кольцевую схему в связке с маршрутом № 4 восстанавливать не стали из-за сложности диспетчерского обслуживания. Первоначально на маршрут было поставлено 5 машин.
С 16 октября 2012 года троллейбусы № 1, 3 и 7 вернулись на Иркутский тракт.
В январе 2013 года было объявлено, что троллейбусы маршрута № 5 будут ходить реже. Причина — простой машин в пробках на Комсомольском проспекте. После укомплектования штата водителей планировалось добавление ещё одной машины на этот маршрут.
С 1 марта 2015 года маршрут № 5 был переведён в разряд «резервных» то есть фактически закрыт из-за низкой эффективности работы. Ещё до открытия маршрута по его трассе уже проходил маршрут автобуса № 401, на котором принимаются социальные проездные, работа организована по расписанию, интервалы короче в 5-10 раз а разница в стоимости проезда составляла всего два рубля. Конкуренция одного троллейбуса с автобусами этого маршрута была невозможна, а подвижного состава для усиления маршрута так и не нашлось. Маршрут временно восстанавливался на 1-2 суток в 2015 и 2016 годах, когда из за ремонта перекрывали проспект Ленина или проспект Мира и вынужденно прекращалась работа маршрутов 4 и 6.
В рамках работы по оптимизации маршрутной сети города в 2016-2017 году, планировалось продление многих маршрутов в новые районы города за счет закупки троллейбусов на автономном ходу. Однако после подсчета потенциальных затрат, объявлено, что никаких закупок троллейбусов на автономном ходу производиться не будет. Вместо этого в разряд резервных будет переведен маршрут №8, работу которого остановили с 1 января 2017 года. После трех месяцев анализа пассажиропотока в изменившихся условиях, директор ТТУ Григорий Шульгин объявил, что в целях повышения показателей работы относительно прибыльных маршрутов № 1, 3, их усилят троллейбусами с убыточных маршрутов № 4, 7, которые в этом случае придется остановить до новых поступлений троллейбусов в парк. Из-за всплеска недовольства к реализации идеи не приступали. В будущем планировалось замена троллейбусов на газовые автобусы.
В январе 2020 года возобновилось движение троллейбусов маршрута № 5.
17 декабря 2024 года были доставлены 2 троллейбуса «Адмирал» с увеличенным автономным ходом до 20 км. С 12 февраля 2025 года маршрут 6 был продлён до Приборного завода через улицу Елизаровых, Балтийскую, Осеннюю и Клюева с использованием АХ. На практике же маршрут временно разделён на 6 (прежний маршрут) и 6а, который будет ходить от Приборного завода до площади Ленина.
Неосуществлённый проект — строительство линии к ТНХК в 1970-х годах.

## Маршрутная сеть
| Действующие        | |                                                                                  |
| №                  | Маршрут | Примечание                                                                       |
| 1                  | Приборный завод — Иркутский тракт — ул. Пушкина — пр. Ленина — Лагерный сад                                                                                              |                                                                                  |
| 2                  | Черемошники — пр. Ленина — пр. Фрунзе — Троллейбусное депо |                                                                                  |
| 3                  | ОКБ — ул. Мичурина — 1-я рабочая ул. — ул. Пушкина — пр. Ленина — пр. Кирова — Красноармейская ул. — пл. Южная                                                           |                                                                                  |
| 5                  | Микрорайон Радужный— пр. Мира — ул. Говорова — ул. 79-й гвардейской дивизии — Комсомольский пр. — пр. Кирова — Вокзал «Томск-I»                                          | Расконсервирован с 2020 года                                                     |
| 6                  | Микрорайон Радужный — пр. Мира — пр. Ленина — пр. Фрунзе — Троллейбусное депо                                                                                            | Официально продлён до Приборного завода, но временно используется прежняя трасса |
| 6а                 | Площадь Ленина — пр. Ленина — пр. Фрунзе — Троллейбусное депо — улица Елизаровых — улица Балтийская — улица Клюева — Иркутский тракт — улица Высоцкого — Приборный завод | Временный маршрут, используются троллейбусы с УАХ                                |
| 7                  | Приборный завод — Иркутский тракт — ул. Пушкина — Комсомольский пр. — пр. Кирова — Вокзал «Томск-I»                                                                      |                                                                                  |
| Законсервированные | |                                                                                  |
| №                  | Маршрут | Примечание                                                                       |
| 4                  | Ул. Говорова — ул. 79-й Гвардейской Дивизии — пр. Мира — пр. Ленина — пр. Кирова — Вокзал Томск-I                                                                        | Выпуск троллейбусов на данный маршрут прекращен в 2018 году.                     |
| 8                  | Микрорайон Радужный — пр. Мира — пр. Ленина — пр. Кирова — Красноармейская ул. — Южная площадь                                                                           | Законсервирован с 2017 года                                                      |

## Подвижной состав

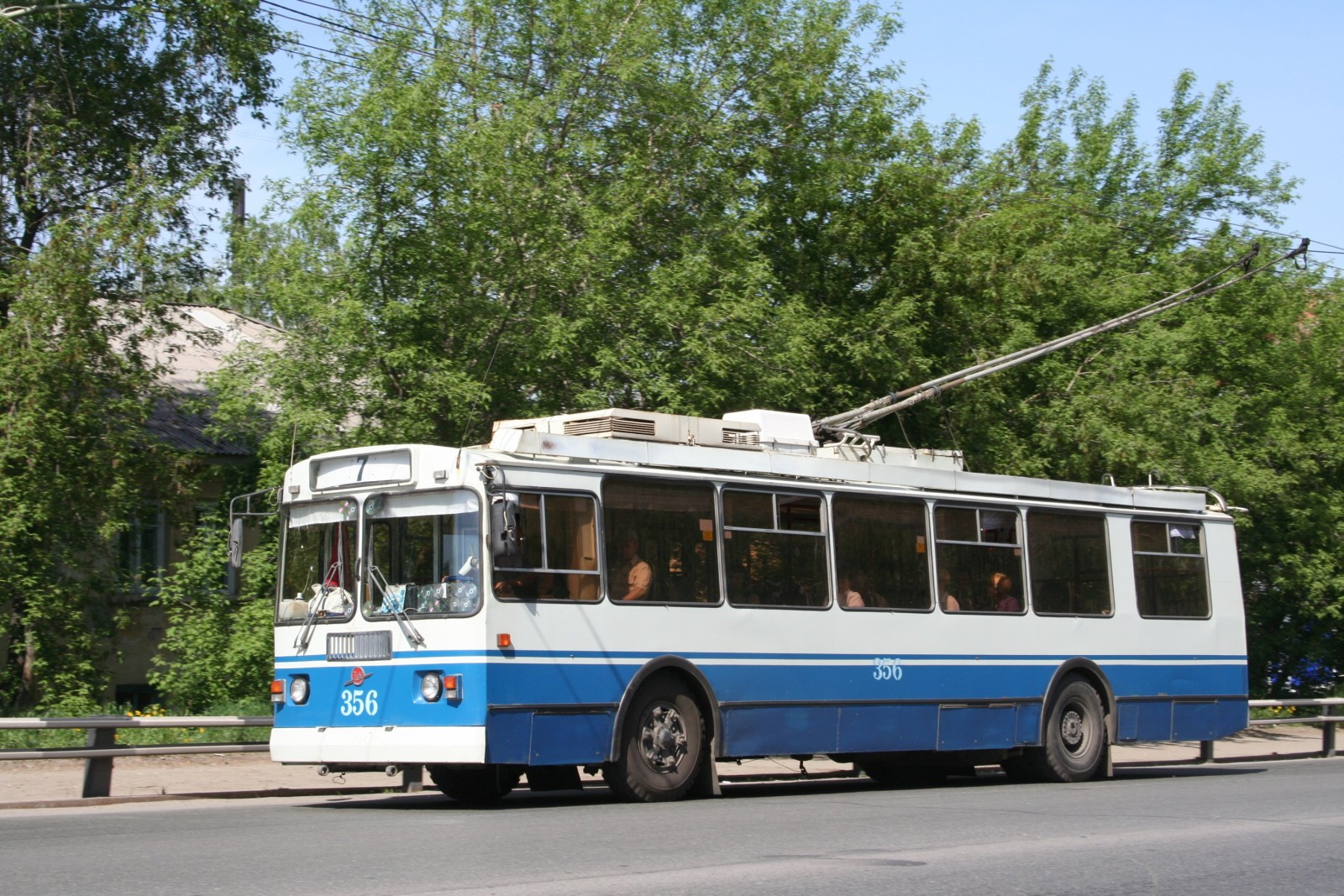
Троллейбус № 356 на маршруте № 7 в Томске

В 1967 году открывали троллейбусное движение в Томске машины ЗиУ-5. За пять первых лет в связи с открытием новых маршрутов их поступило достаточно много: в 1967 году в парке насчитывалось 30 троллейбусов, в 1968 — 70, 1969 — 75, 1970—105, 1971 и 1972—132. Последние ЗиУ-5 списаны в 1983 году. В 1976 году были получены первые 3 троллейбуса ЗиУ-9 (682). С 1983 по 1993 год они были единственной моделью, эксплуатируемой в Томске. В 1983 году в Томск поступил (возможно, не один), троллейбус модификации ЗиУ-682В1 (известен № 238). В 1993 году город получил 2 сочлененных ЗиУ-683. В 1997 году пришли Белорусские АКСМ-101 в количестве 8 единиц. В 2003 году были закуплены по одному троллейбусу модели ЗИУ-682.016.02 (№ 355) и ЗиУ-682Г-017 (№ 356). В мае 2007 года в Томск пришли десять новых троллейбусов марки ЛиАЗ (модели 5280 и 52803). В июне-июле этого же года было закуплено 2 троллейбуса Тролза-5275.05 "Оптима". В октябре-ноябре 2008 г. в Томск прибыло 13 троллейбусов «Тролза-Оптима» с новой транзисторной системой управления (ТрСУ) и бортовым компьютером. 5 декабря 2008 г. 7 новых машин вышло на городские маршруты. Всего до конца 2008 года пришло 15 таких троллейбусов. 3 ноября 2009 года в Томск прибыл первый троллейбус модели завода «Белкоммунмаш», а спустя месяц ещё 2 троллейбуса. С января по сентябрь 2010 года в город прибыло ещё 45 троллейбусов.
- ЗиУ-682[34] — все списаны[источник не указан 1620 дней]
- АКСМ-101[34] — 1[источник не указан 1498 дней], остальные 7 списаны[источник не указан 1498 дней]
- ЛиАЗ-5280[34] — 1 (май 2007 года)[35]; (остальные 7 списаны)[источник не указан 1498 дней]
- ЛиАЗ-52803[34] — 2 (май 2007 года)[35]; (из 2 поступивших оба на данный момент списаны)[источник не указан 1499 дней]
- Тролза-5275.05 «Оптима»[34] — 2 (лето 2007 года)[26];
- Тролза-5275.05М «Оптима» — 11 (ноябрь-декабрь 2008 года)[28] На данный момент не эксплуатируется ни один[источник не указан 1498 дней]
- ТролЗа-5265.00 «Мегаполис» — 12 (б/у из Москвы, ни один не эксплуатируется)
- СВаРЗ-6235.00 — 17 (б/у из Москвы, не все в эксплуатации)
- АКСМ-321 — 54 (большинство — ноябрь 2009—2010, ещё несколько — б/у из Москвы, многие списаны)[36]
- ПКТС-6281.01 «Адмирал» — 3

24 декабря 2001 года на линию вышел троллейбус ЗиУ-682Г № 326, прошедший модификацию в томском троллейбусном депо. Главное новшество — перенесение электрооборудования старого троллейбуса на крышу. Проект модификации был подготовлен в Санкт-Петербурге.
17 декабря 2024 года были доставлены два троллейбуса с увеличенным автономным ходом. С 12 февраля 2025 года троллейбусы вышли на регулярный маршрут.

## Крупные аварии, возгорания, ДТП
7 мая 2003 года примерно в 21:00 на проспекте Ленина возле государственного университета троллейбус ЗиУ-682В № 288, двигавшийся по маршруту № 3 со стороны проспекта Кирова, врезался в остановку. В результате ДТП девушка получила травмы и скончалась на месте, другая женщина пострадала. Во время спуска с Юрточной горы у троллейбуса внезапно отказали рулевое управление и тормозная система. После этого он начал набирать скорость и врезался в центральную опору остановки, прогнув её и сломав несколько скамеек. В этот момент на остановке люди ожидали транспорта, многие из которых успели отбежать, кроме погибшей художницы, сидевшая на раскладном стуле у опоры (её зажало между опорой и троллейбусом), а также стоявшей рядом другой женщины, которая чудом выжила, но была в тяжёлом состоянии .
Иногда также происходят возгорания троллейбусов. В частности, 28 февраля 2008 года загорелся троллейбус ЗиУ-682Г № 323, а в марте 2006 года на конечной остановке троллейбуса маршрута № 4 «улица Говорова» в результате поломки нагревательной печи во время отсутствия водителя, почти полностью выгорел троллейбус АКСМ-101 № 343. 21 апреля 2006 года от короткого замыкания сгорел троллейбус ЗиУ-682В № 267. В ноябре 2009 года троллейбус № 380 столкнулся с № 313. Водитель № 380 был в тяжёлом состоянии доставлен в больницу. Впоследствии троллейбус № 380 был восстановлен, а № 313 — списан.